# Бейкер (озеро)
Бейкер (англ. Baker Lake, інуктитут Qamani'tuaq ᖃᒪᓂᑦᑐᐊᖅ) — озеро у регіоні Ківаллік території Нунавут (Канада). Живиться переважно водами річок Телон і Казан. Стік у затоку Честерфілд Гудзонової затоки.
На північному березі озера розташоване ескімоське село Бейкер-Лейк.